# باول كاري جونز
باول كاري جونز (بالإنجليزية: Paul Carey Jones)‏ هو مغني ومغني أوبرا بريطاني، ولد في 1974 في كارديف في المملكة المتحدة.